# Rolf Fehlbaum

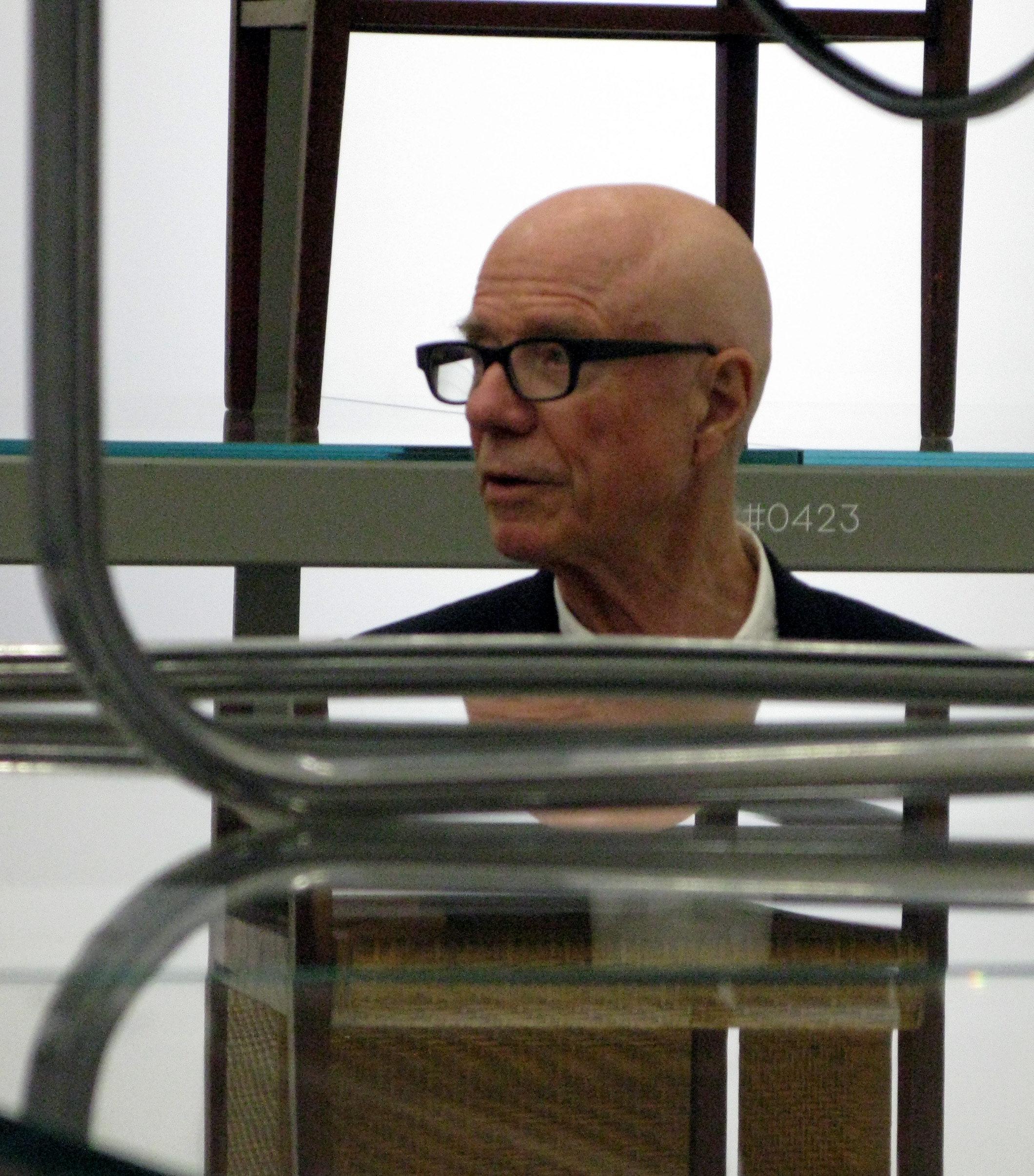
Rolf Fehlbaum im Vitra Schaudepot

Rolf Peter Fehlbaum (* 6. April 1941 in Basel) ist emeritierter Vorsitzender (Chairman Emeritus) und aktives Mitglied des Verwaltungsrats der Vitra AG, eines im Bereich der Möbelherstellung tätigen Familienunternehmens mit Stammsitz in Birsfelden, Schweiz.
Er leitete das Unternehmen, das er als «kulturell-wirtschaftliches Projekt» begreift, von 1977 bis 2013. Unter seiner Führung entwickelte sich Vitra zu einer bekannten Marke. Dies gelang einerseits durch die Zusammenarbeit mit bedeutenden zeitgenössischen Designern und andererseits durch den Ausbau des Produktionsstandortes im süddeutschen Weil am Rhein zum Vitra Campus, zu dem unter anderem das Vitra Design Museum (1989) und das 2010 eröffnete VitraHaus gehören.

## Ausbildung und erste berufliche Tätigkeiten
Rolf Fehlbaum wurde 1941 als ältester Sohn von Willi und Erika Fehlbaum in Basel geboren. Nach der Matura begann er ein Studium der Sozialwissenschaften in Freiburg im Breisgau, das er später in München, Bern und Basel fortsetzte. Sein Studium schloss er 1967 mit einer Doktorarbeit bei Edgar Salin über den Saint-Simonismus ab, die 1970 unter dem Titel Saint-Simon und die Saint-Simonisten auch als Buch veröffentlicht wurde.
Im Anschluss an das Studium arbeitete Rolf Fehlbaum für kurze Zeit im elterlichen Unternehmen. In dieser Zeit gründete er 1968 gemeinsam mit Freunden einen Multiples Verlag namens XartCollection. 1970 zog er nach München, um als Redakteur und Produzent für die Münchener Bavaria-Film-Gesellschaft zu arbeiten. Zwischen 1973 und 1977 war er als Referent für Aus- und Fortbildung bei der Bayerischen Architektenkammer tätig.

## Vitra
Das von Willi und Erika Fehlbaum gegründete Unternehmen Vitra, das ursprünglich vorwiegend im Bereich des Ladenbaus tätig war, hatte 1957 damit begonnen, die Möbel der amerikanischen Herman Miller Collection (vor allem Entwürfe von Charles Eames und Ray Eames sowie von George Nelson) für den europäischen Markt in Lizenz zu produzieren. 1967 brachte das Unternehmen den revolutionären Panton Chair auf den Markt. Seit Anfang der 1970er Jahre richtete sich Vitra auf den Büromöbelmarkt aus. Die zu dieser Zeit neue Idee, Ergonomie und gutes Design zu verbinden, erwies sich als erfolgreich.
1977 übernahm Rolf Fehlbaum die Leitung von Vitra. In den Folgejahren entstand eine Vielzahl neuer Produkte. 1984 wurde die seit 1957 bestehende Partnerschaft mit Herman Miller einvernehmlich aufgelöst. In der Folge gingen die Rechte an den Entwürfen von Charles und Ray Eames und George Nelson für die Regionen Europa und Naher Osten an Vitra über.
Für die Ausstrahlung des Unternehmens war der 1981 nach einem Grossbrand einsetzende Ausbau des Vitra Produktionsstandortes in Weil am Rhein zum Vitra Campus von grosser Bedeutung. Beauftragt von Fehlbaum entwarfen international bekannte Architekten ein vielgestaltiges Bau-Ensemble, das weit über die Fachkreise hinaus Beachtung fand und zu einem touristischen Highlight in der Region Basel geworden ist. Ein wichtiger Faktor war das von Fehlbaum initiierte Vitra Design Museum. 1989 gegründet und in einem Gebäude von Frank O. Gehry untergebracht, hat es durch sein Ausstellungsprogramm internationale Anerkennung gefunden. Im Kontext der Unternehmensgeschichte war auch die Vitra Editionen von 1987 wichtig. Auf Einladung von Fehlbaum entwarfen Designer und Künstler Möbelobjekte mit meist experimentellem oder manifestartigem Charakter, die in limitierter Stückzahl produziert wurden. In designhistorischer Hinsicht bemerkenswert erscheint daneben das von Fehlbaum 1993 initiierte Forschungs- und Ausstellungsprojekt «Citizen Office. Ideen und Notizen zu einer neuen Bürowelt», das in eine Wander-Ausstellung des Vitra Design Museums mündete. In Kooperation mit Andrea Branzi, Michele De Lucchi, Ettore Sottsass und James Irvine wurde dabei eine Bürovision entwickelt, die auf der damals revolutionären These basierte, dass das Büro nicht nur einen Arbeits-, sondern zugleich einen Lebensraum darstelle. Der daraus folgende Gedanke, bei der Gestaltung von Büros auch die emotionalen und sozialen Bedürfnisse der Angestellten zu berücksichtigen, hat seither bei der Formulierung zeitgemässer Bürokonzepte einen nachhaltigen Einfluss ausgeübt.
Nachdem von den 1970er bis Ende der 1990er Jahre der Fokus von Vitra auf den Bereich der Büromöbel gerichtet war, leitete Fehlbaum um 2002 eine Neuorientierung ein, die auch die Welt des Wohnens einbezog. Im Rahmen eines Diskussionsprozesses mit Jasper Morrison und den Brüdern Ronan & Erwan Bouroullec wurde das auf der Idee der Collage basierende Konzept der Vitra Home Collection entwickelt. Die 2004 lancierte Kollektion umfasst Vitra-Klassiker und zeitgenössische Entwürfe.
2005 zog sich Rolf Fehlbaum aus der operativen Geschäftsleitung von Vitra zurück. Bis zum 1. Juli 2013 war er Präsident des Verwaltungsrats (Chairman of the Board) von Vitra und ist seither als Chairman Emeritus und Verwaltungsrat für das Unternehmen aktiv.

## Design und Architektur als Lebensthemen

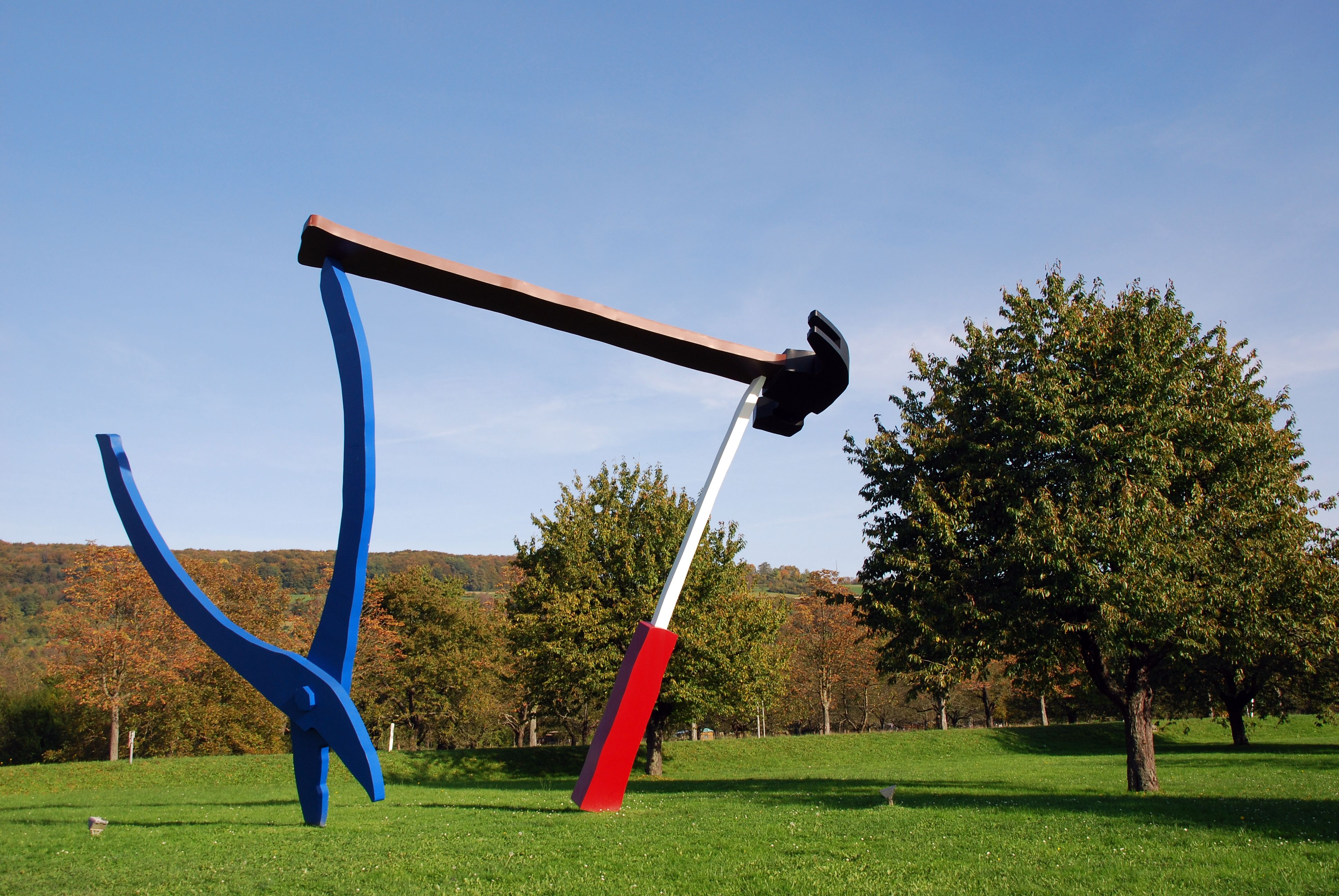
«Balancing Tools» von Claes Oldenburg und Coosje van Bruggen

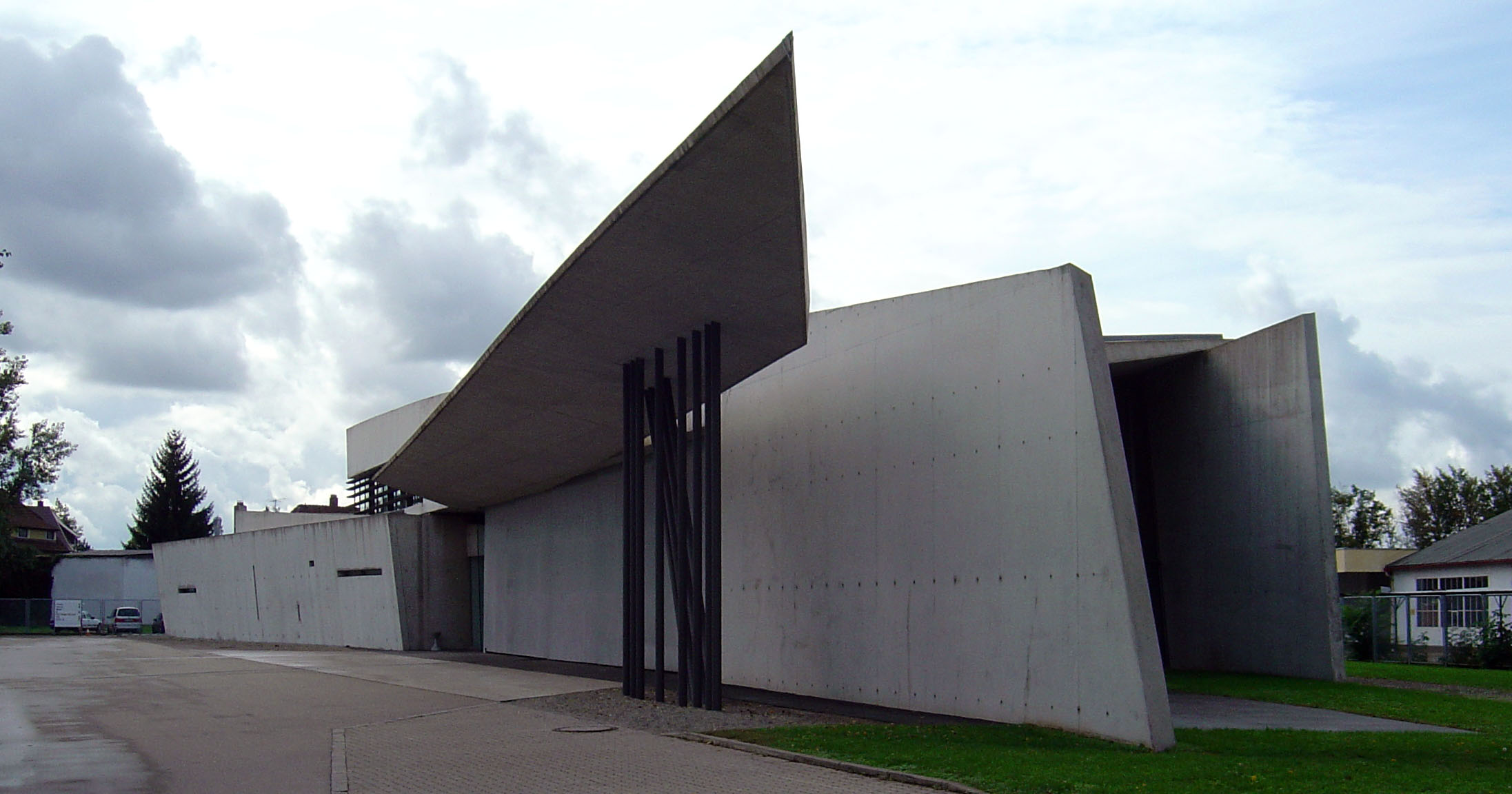
Feuerwehrhaus von Zaha Hadid

Bedingt durch die Geschäftsverbindungen seiner Eltern kam Rolf Fehlbaum schon früh in Kontakt zu Designerpersönlichkeiten wie George Nelson oder Charles und Ray Eames – zunächst vor allem als Dolmetscher für seinen Vater. 1960 bot eine mehrmonatige USA-Reise die Gelegenheit zu Begegnungen mit George Nelson in New York, den Eames in Los Angeles und mit Alexander Girard in New Mexico. Vor allem zu Nelson entwickelte sich eine enge Beziehung, die für das Designverständnis von Fehlbaum von prägender Bedeutung war. Bei Herman Miller in Zeeland, Michigan, lernte Fehlbaum ausserdem eine für ihn neuartige, nicht allein auf das Geschäftliche fixierte Unternehmenskultur kennen, die ihn stark beeinflusste.
Schon in den 1960er, verstärkt aber in den 1970er Jahren rückte das italienische Design in den Fokus von Fehlbaums Interesse. Daraus resultierte die 1979 begonnene und bis heute anhaltende Zusammenarbeit von Vitra mit Mario Bellini. Die Verbindung zum italienischen Design blieb wichtig. 1985 begann die Kooperation mit Antonio Citterio. 1994 stiess mit Alberto Meda ein dritter Italiener dazu.
Im Einklang mit der allgemeinen Designentwicklung weitete sich Fehlbaums Horizont in den späten 1980er Jahren. Die erste Vitra Edition von 1987 ist dafür ebenso ein Indiz, wie die 1989 einsetzende Zusammenarbeit mit Jasper Morrison. Ähnlich intensive Kooperationen wie mit ihm ergaben sich seither auch mit Maarten van Severen, den Brüdern Ronan und Erwan Bouroullec sowie mit Hella Jongerius.
Auch mit einer Reihe von Grafikdesignern arbeitete Fehlbaum über einen langen Zeitraum hinweg zusammen. Pierre Mendell hat über viele Jahre das visuelle Erscheinungsbild von Vitra geprägt und auch die bekannte Wortmarke mit dem Punkt gestaltete. In den 1990er Jahren kam es zu einer intensiven, auch persönlich engen Beziehung mit Tibor Kalman, aus der unter anderem das 1998 erschienene Buch „Chairman Rolf Fehlbaum“ hervorging. Zuletzt ergab sich eine vergleichbare Kooperation mit Cornel Windlin, der die ersten Vitra Home Kataloge entwarf und 2008 mit Fehlbaum die Publikation „Projekt Vitra“ konzipierte, in der die Geschichte, das Selbstverständnis und die Produkte des Unternehmens vorgestellt werden.
Zum zweiten Leitthema von Fehlbaum entwickelte sich die Architektur. Anfang der 1980er Jahre arbeitete er mit Nicholas Grimshaw, den er nach einem Grossbrand auf dem Firmenareal in Weil am Rhein mit dem Neubau von Fabrikationshallen und der Entwicklung eines Masterplans für das Gelände beauftragte. Angeregt durch die Bekanntschaft mit Frank O. Gehry rückte er aber Mitte der 1980er Jahre von der mit Grimshaws Plan verbundenen Idee der Corporate Architecture zugunsten eines pluralistischen Konzeptes ab. Seither entstanden auf dem Weiler Vitra-Areal Bauten von so unterschiedlichen Architekten wie Frank O. Gehry (Vitra Design Museum und Fabrikationshalle, 1989), Zaha Hadid (Feuerwehrhaus, 1993), Tadao Ando (Konferenz-Pavillon, 1993), Alvaro Siza (Fabrikationshalle, 1994), Herzog & de Meuron (VitraHaus, 2010, Vitra Schaudepot, 2016) sowie SANAA (Produktionsgebäude, 2011). Von den beiden jüngsten Projekten abgesehen, handelte es sich um Architekten, die von Fehlbaum beauftragt wurden, bevor sie sich zu jenen internationalen «Stars» entwickelten, als die man sie heute kennt. Seine Wahl in die Jury des Pritzker-Preises, der er von 2004 bis 2010 angehörte, war eine Anerkennung seines Engagements für die zeitgenössische Architektur.
Seit 2013 findet sich der Minihaus-Prototyp Diogene von Renzo Piano auf dem Vitra Campus: Ein kleines Wohnhaus mit Solarpanel und Regenwasserauffangbecken, welches andere Wohnformen ausloten soll und als erstes von Rolf Fehlbaum zur Übernachtung getestet wurde.
Der Vitra Campus wird stetig weiterentwickelt und bringt Design und Architektur in den Alltag der Besucher aus der Region, da er als öffentlich zugänglicher Park konzipiert ist. Kleinere Interventionen, wie das Blockhaus von Thomas Schütte (2018) oder der Rutschturm von Carsten Höller, sind Angebote an die lokale Bevölkerung, dort ihre Freizeit zu verbringen. Mit dem 2020 eingeweihten Oudolf-Garten hat der Vitra Campus eine weitere Dimension erhalten, die eine neue Besuchserfahrung möglich macht und Landschaftsarchitektur in den Fokus rückt. Im Jahr 2022 erfuhr der Campus eine neue Erweiterung durch einen Bau des japanischen Architekten Shinohara Kazuo. Dessen, aus dem Jahr 1961 stammender Entwurf eines aus einfachen Materialien erbauten Einfamilienhauses, sollte in Tokio abgerissen werden, um Platz für eine Autobahn zu schaffen. Die japanische Architektin Kazuyo Sejima kontaktierte Rolf Fehlbaum, der sich bereit erklärte, das Haus zu retten und auf dem Vitra Campus wieder aufzubauen. Das Ende der großen Bauten auf dem Vitra Campus hat Rolf Fehlbaum 2023 zur Eröffnung des Tsuyoshi Garden House bekannt gegeben. Das nur 15 m² große Gartenhaus von Tsuyoshi Tane ist aus lokalen Materialien gebaut und rückt das Bewusstsein für die Klimakrise in den Vordergrund. Es gehört zu einem Nutzgarten der Mitarbeitenden, in dem Tomaten und Kohlrüben wachsen.
Neben seiner Rolle als Unternehmer und Bauherr ist Fehlbaum auch Sammler. Eine in erster Linie aus persönlicher Liebhaberei entstandene Sammlung von japanischen Spielzeug-Robotern dokumentiert sein Interesse an der Alltags- bzw. Populärkultur. Bei der Anfang der 1980er Jahre begonnenen Sammlung industriellen Möbeldesigns spielten hingegen von Anfang an professionelle Motive eine Rolle. Sie bildete den Grundstock für die Sammlung des Vitra Design Museums, deren Ausbau Fehlbaum bis heute aktiv begleitet.

## Privates
Mit seiner Frau Federica Zanco, einer Architektin, und der gemeinsamen Tochter lebt er in Basel.

## Auszeichnungen (Auswahl)
- 1991: Design Award des Industrie Forum Design Hannover
- 1994: Corporate Design Award vom iF Industrie Forum Design für das Buch Vom Umgang mit Design, Gegenwart und Ökonomie
- 1994: European Community Design Prize, Amsterdam
- 1994: Lucky Strike Designer Award der Raymond-Loewy-Stiftung
- 1997: Bundespreis als «Förderer des Designs» vom Rat für Formgebung
- 2004: Compasso d’Oro «Premio speciale europeo»
- 2010: Honorary Doctor, Royal College of Art
- 2010: Honorary Fellow, RIBA (Royal Institute of British Architects)
- 2012: Verdienstorden des Landes Baden-Württemberg

## Werke
- Saint-Simon und die Saint-Simonisten. Vom Laissez-Faire zur Wirtschaftsplanung. Kyklos-Verlag, Basel 1970 (Dissertation, Universität Basel 1967).
- Mit Cornel Windlin (Hrsg.): Projekt Vitra. Orte, Produkte, Autoren, Museum, Sammlungen, Zeichen; Chronik, Glossar. 2. korrigierte Auflage. Birkhäuser, Basel 2008, ISBN 978-3-7643-8592-7 (Inhalt: 1957–2007).[9]
- Mit Eames Demetrios. The Furniture of Charles & Ray Eames. Vitra Design Museum, Weil am Rhein, 2013, ISBN 978-3-931936-74-7
- The Lucky Plucky Chairs. Vitra Design Museum, Weil am Rhein, 2015, ISBN 978-3-945852-09-5
- Heinz Bütler (Hrsg.): Mit Mateo Kries: Chair Times, Stühle in ihrer Zeit. Vitra Design Museum, Weil am Rhein, 2018, ISBN 978-3-945852-28-6
- (Hrsg.): R.F. Collection: Robots 1:1. Vitra Design Museum, Weil am Rhein, 2018, ISBN 978-3-945852-27-9
- Mit Fifo Stricker (Hrsg.): R.F. Collection: Space Fantasies 1:1. Vitra Design Museum, Weil am Rhein, 2020, ISBN 978-3-945852-42-2
- Mit Fifo Stricker (Hrsg.): R.F. Collection: Baranger Motion Displays. Vitra Design Museum, Weil am Rhein, 2021, ISBN 978-3-945852-48-4
- Mit Fifo Stricker (Hrsg.): R.F. Collection: Robots 1:2. Vitra Design Museum, Weil am Rhein, 2022, ISBN 978-3-945852-54-5
- Fifo Stricker (Hrsg.): Popular Art from Brazil in the R. F. Collection. Vitra Design Museum, Weil am Rhein, 2023, ISBN 978-3-945852-61-3
- (Hrsg.): Eine Art zu leben. Ballenberg Notizen. Lars Müller Publishers, Zürich 2023, ISBN 978-3-03778-723-6.
- (Hrsg.): Tane Garden House. Vitra Design Museum, Weil am Rhein 2023, ISBN 978-3-945852-62-0

## Film
- Der Magier der Stühle. Rolf Fehlbaum und sein Vitra-Design. Dokumentation, Deutschland, 1996, 45 Min., Buch und Regie: Horst Schäfer, Produktion: Südwestfunk Mainz, Erstausstrahlung: 31. Mai 1997
- Chair Times. Dokumentation, Schweiz, 2018, 90 Min., Regie und Drehbuch: Heinz Bütler, Produktion: Laurin Merz, Erstausstrahlung: 7. April 2019